# أرمل (جنس)
الأرمل أو الأيّمَة (الاسم العلمي: Vidua)، جنس طيور من فصيلة الأرمليات.
قُدم الجنس من قبل عالم الطبيعة الفرنسي جورج كوفييه في عام 1816. حُدد النوع النمطي له لاحقًا وهو أيمة دبوسية الذيل. اسم فيدوا هي كلمة لاتينية تعني «أرملة».
يحتوي الجنس على 19 نوعًا
| الصورة | الاسم العلمي       | الاسم الشائع                 | التوزيع |
| ------ | ------------------ | ---------------------------- | --- |
|        | Vidua chalybeata   | Village indigobird           | أفريقيا جنوب الصحراء الكبرى. |
|        | Vidua purpurascens | Purple indigobird            | Angola, بوتسوانا، جمهورية الكونغو الديمقراطية، كينيا، ملاوي، موزمبيق، جنوب إفريقيا، تنزانيا، زامبيا، وزيمبابوي.                                                                              |
|        | Vidua raricola     | Jambandu indigobird          | بنين، بوركينا فاسو، الكاميرون، جمهورية إفريقيا الوسطى، غانا ، غينيا ، ساحل العاج ، ليبيريا ، نيجيريا ، سيراليون ، جنوب السودان وتوغو.                                                        |
|        | Vidua larvaticola  | Barka indigobird             | الكاميرون وإثيوبيا وغامبيا وغانا وغينيا ونيجيريا والسودان وجنوب السودان. |
|        | Vidua funerea      | Dusky indigobird             | أنغولا ، بوروندي ، الكاميرون ، جمهورية الكونغو ، جمهورية الكونغو الديمقراطية ، غينيا بيساو ، ملاوي ، موزمبيق ، نيجيريا ، سيراليون ، جنوب إفريقيا ، سوازيلاند ، تنزانيا ، زامبيا ، وزيمبابوي. |
|        | Vidua codringtoni  | Zambezi indigobird           | ملاوي وتنزانيا وزامبيا وزيمبابوي. |
|        | Vidua wilsoni      | Wilson's indigobird          | الكاميرون ، جمهورية إفريقيا الوسطى ، تشاد ، جمهورية الكونغو ، جمهورية الكونغو الديمقراطية ، ساحل العاج ، غانا ، غينيا ، غينيا بيساو ، نيجيريا ، السنغال ، جنوب السودان ، وتوغو.              |
|        | Vidua nigeriae     | Quailfinch indigobird        | غامبيا ونيجيريا والكاميرون. |
|        | Vidua maryae       | Jos Plateau indigobird       | نيجيريا |
|        | Vidua camerunensis | Cameroon indigobird          | سيراليون إلى شرق الكاميرون وشمال شرق زائير وجنوب السودان. |
|        | Vidua macroura     | Pin-tailed whydah            | أفريقيا جنوب الصحراء الكبرى. |
|        | Vidua hypocherina  | Steel-blue whydah            | إثيوبيا، كينيا، الصومال، جنوب السودان، تنزانيا، وأوغندا. |
|        | Vidua fischeri     | Straw-tailed whydah          | إثيوبيا ، كينيا ، الصومال ، جنوب السودان ، تنزانيا ، وأوغندا. |
|        | Vidua regia        | Shaft-tailed whydah          | Southern Africa, from south Angola to south Mozambique |
|        | Vidua paradisaea   | أيمة ذهبية الطوق             | شرق إفريقيا، من شرق جنوب السودان إلى جنوب أنغولا. |
|        | Vidua orientalis   | Sahel paradise whydah        | غرب إفريقيا |
|        | Vidua interjecta   | Exclamatory paradise whydah  | بنين ، الكاميرون ، جمهورية إفريقيا الوسطى ، تشاد ، جمهورية الكونغو الديمقراطية ، إثيوبيا ، غانا ، غينيا ، ليبيريا ، مالي ، نيجيريا ، السودان ، وتوغو.                                        |
|        | Vidua togoensis    | Togo paradise whydah         | بنين والكاميرون وتشاد وساحل العاج وغانا ومالي وسيراليون وتوغو. |
|        | Vidua obtusa       | Broad-tailed paradise whydah | أنغولا ، وبوتسوانا ، وبوروندي ، وجمهورية الكونغو الديمقراطية ، وكينيا ، وملاوي ، وموزمبيق ، وناميبيا ، ورواندا ، وجنوب أفريقيا ، وتنزانيا ، وأوغندا ، وزامبيا ، وزيمبابوي                    |